# В лунном свете (фильм)
«В лунном свете» (перс. زیر نور ماه‎) — иранский художественный фильм 2001 года режиссёра Резы Миркарими.

## Сюжет
Сеид учится в духовном училище, но испытывает сомнения в правильности выбранного пути. К выпускной церемонии он покупает обувь и ткань для одежды. В метро вещи ворует мальчик по кличке "Чикен", промышляющий продажей жевательной резинки и наркотиков. Сеид удаётся разыскать вора, и тот обещает отдать вещи, когда Сеид придёт в его пристанище под автомобильным мостом.
Сеид приходит в назначенное место и ждёт Чикена. Там он знакомится с его пятью бездомными товарищами, наблюдает за их жизнью и видит их проблемы. Чикен не приходит.
На следующий день Сеид продаёт часть книг и покупает для бездомных еду. Чикен появляется и ночью выкрадывает у товарищей вещи Сеида.
После одной из выпускных церемоний Сеид решает возвратить свою одежду бездомным. Но под мостом проводятся строительные работы, и бездомные исчезают. Сеид находит в мусоре сестру Чикена, промышлявшую проституцией и решившую покончить жизнь самоубийством, отравившись лекарствами. Сеид отвозит её в больницу.
Сеид решает уйти из училища. Один из товарищей приносит ему его одежду, которая просила передать какая-то женщина(сестра чикена).

## Награды
- Награда на кинофестивале в Каннах 2001 года
- 3 награды на международном кинофестивале «Фаджр» 2001 года
- 2 награды на кинофестивале в Токио 2001 года